# Creueta (nàutica)

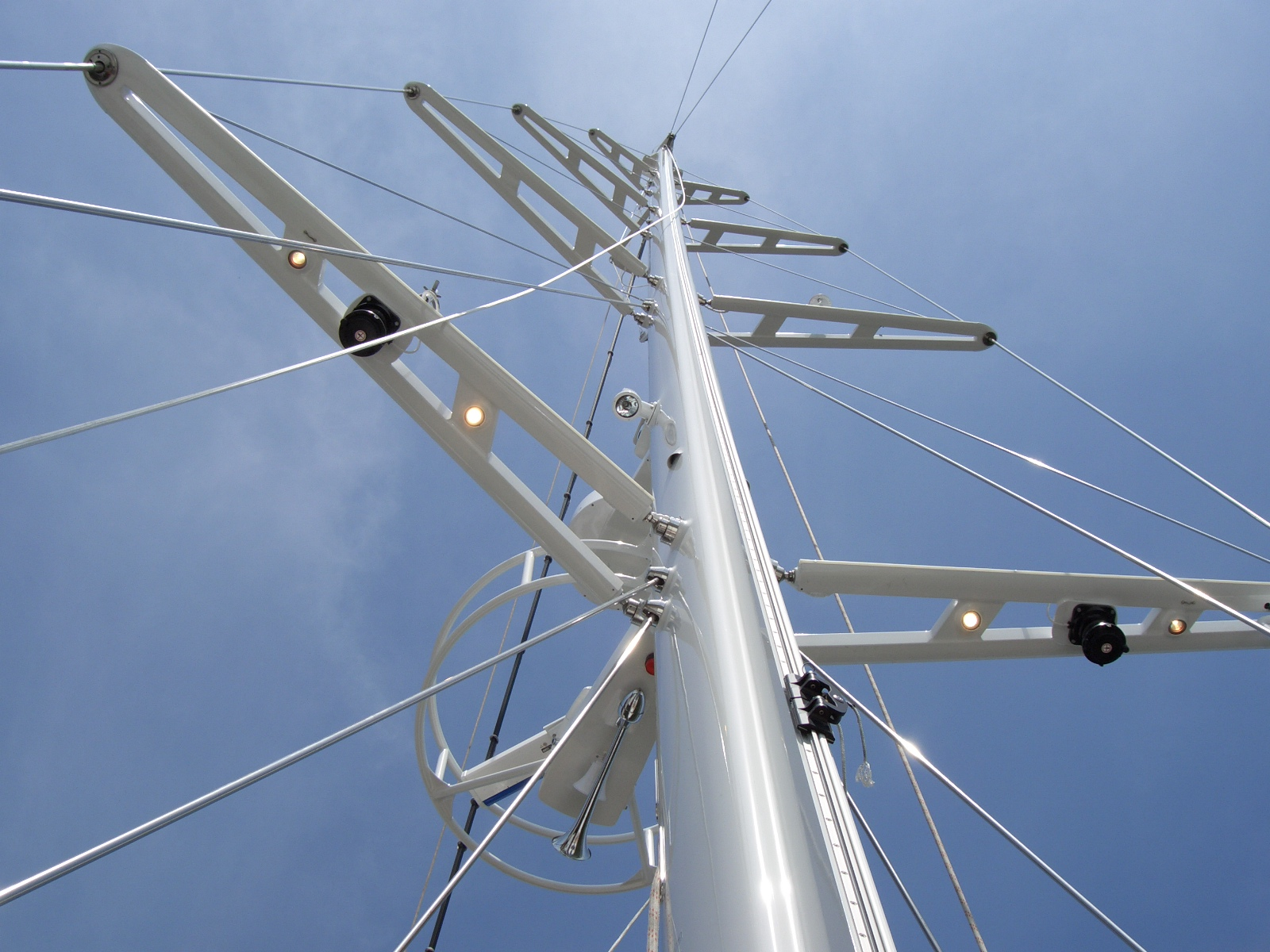
Figura 1: Pal d’un iot amb quatre jocs de creuetes.

En l'entorn de la navegació a vela, una creueta és un element rígid que -ancorat sobre un arbre i fixat a un obenc – separa els dos components indicats (arbre i obenc) i permet augmentar la resistència i rigidesa transversal del conjunt.
Aquest fet és pot observar en els petits velers amb pals d’una creueta única. La flexibilitat lateral de l’arbre queda molt limitada mentre que la flexibilitat longitudinal (en el sentit proa-popa) no queda afectada. La flexibilitat longitudinal permet aplanar la vela (o deixar que presenti una bossa màxima) quan les condicions de navegació ho facin aconsellable.

## Variants principals
Hi ha dos tipus principals de creuetes:
- les creuetes fixes
- les creuetes articulades

Les creuetes fixes van unides al pal de manera sòlida i no es mouen quan treballen. Les creuetes articulades s'uneixen al pal mitjançant una articulació que permet un lliure gir horitzontal entre dues posicions extremes.
Quan formen un angle cap a popa, les creuetes s'anomenen empenyidores.

## Descripció física
En els models més senzills els dos braços de la creueta són tubs de secció circular fixats al pal amb un suport reblat i cargols, formant un conjunt desmuntable. Cada obenc passa per l'extrem del braç de la creueta per un peça foradada (passa-obencs). Un exemple típic d’aquest sistema és el del Patí de vela.
En una solució més sofisticada els braços de la creueta tenen una secció aerodinàmica.
Per a iots de grans dimensions, amb pals dotats de diversos jocs de creuetes, els braços de les creuetes poden constar de dos elements (vegeu la figura 1)

Creueta simple (en vermell)
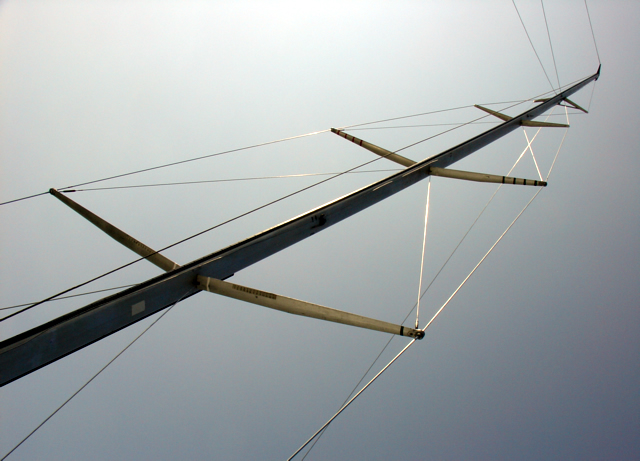
Joc de creuetes del iot Stars and Stripes
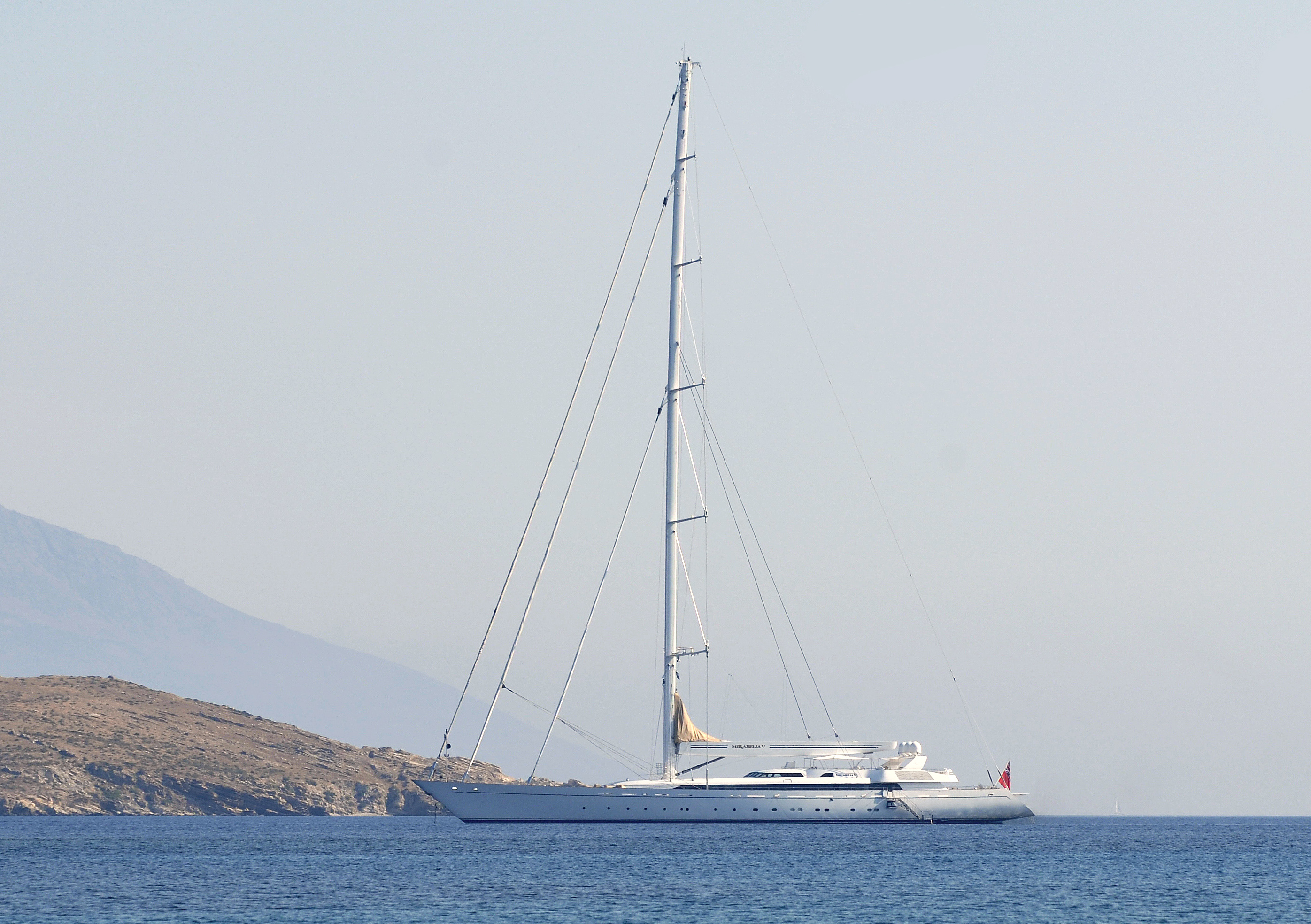
Mirabella V, fou l’sloop més gran del món. Amb cinc jocs de creuetes.